# Jacint Vilosa
Jacint Vilosa (? - Cambrils, 16 de desembre del 1640) fou un noble i militar català.
Com a governador del Camp de Tarragona i en el curs de la Guerra dels Segadors va fer front a l'exèrcit reial castellà a la batalla de Cambrils, amb les tropes que s'havien retirat de la batalla del coll de Balaguer, per guanyar temps i que les tropes franceses arribessin a Tarragona.
Finalment, el 16 de desembre del 1640 va haver de rendir la ciutat al cap de l'exèrcit castellà, Pedro Fajardo de Zúñiga y Requesens, marquès de Los Vélez, que traí la seva paraula de respectar la vida si capitulaven i va fer executar per la cavalleria els defensors que sortien de la població. El cos de Jacint Vilosa, junt amb el dels altres caps militars Antoni d'Armengol i Carles Bertrolà i de Caldés, foren penjats a les portes de la vila.